# Tryggvadóttir (cratère)
Tryggvadóttir est un cratère d'impact présent sur la surface de Mercure. 
Le cratère fut ainsi nommé par l'Union astronomique internationale en 2012 en hommage à l'artiste islandaise Nína Tryggvadóttir. 
Son diamètre est de 31 km. Il se situe dans le quadrangle de Borealis (quadrangle H-1) de Mercure. 
C'est le cratère le plus proche du pôle nord de la planète,. 